# Silvaplanersee
Silvaplanersee är en sjö i Schweiz. Den ligger i den östra delen av landet, 190 km öster om huvudstaden Bern. Silvaplanersee ligger 1 789 meter över havet. Arean är 2,7 kvadratkilometer. Den sträcker sig 4,0 kilometer i nord-sydlig riktning, och 3,1 kilometer i öst-västlig riktning.
Följande samhällen ligger vid Silvaplanersee:
- Silvaplana (973 invånare)
- Sils-Segl Maria (735 invånare)

Trakten runt Silvaplanersee består i huvudsak av gräsmarker. Runt Silvaplanersee är det ganska glesbefolkat, med 31 invånare per kvadratkilometer.